# Dreamin' man live '92
Dreamin' man live '92 is een livealbum van Neil Young. Het komt uit in de serie Neil Young Archives, een serie oude niet eerder verschenen opnamen. Dit album bevat een aantal liedjes die Neil Young zong tijdens zijn tour, behorende bij de uitgave van zijn album Harvest moon. Het album is geheel akoestisch. Het verscheen eerst op compact disc; in maart 2010 volgde de elpeeversie.

## Musici
- Neil Young, zang, akoestische gitaar, harmonica, piano en banjo.

## Tracklist
| Nr. | Titel                                              | Duur  |
| --- | -------------------------------------------------- | ----- |
| 1.  | Dreamin' man                                       | 5:03  |
| 2.  | Such a woman (Detroit; 20 mei 1992)                | 4:59  |
| 3.  | One of these days (Los Angeles; 21 september 1992) | 4:59  |
| 4.  | Harvest moon (idem)                                | 5:26  |
| 5.  | You and me (idem)                                  | 4:01  |
| 6.  | From Hank to Hendrix (idem)                        | 4:47  |
| 7.  | Unknown legend (idem)                              | 5:31  |
| 8.  | Old king (idem)                                    | 3:10  |
| 9.  | Natural beauty (Chicago; 19 november 1992)         | 11:26 |
| 10. | War of man (Minneapolis; 22 november 1992)         | 6:27  |